# 琼格拉迪·拉斯洛
琼格拉迪·拉斯洛（匈牙利語：Csongrádi László，1959年7月5日—），生于布达佩斯，匈牙利男子击剑运动员。他曾获得1988年夏季奥运会击剑比赛男子佩剑团体金牌。他也在1990年世界击剑锦标赛上获得男子佩剑团体亚军。